# Revmatoidni dejavnik
Revmatoidni dejavnik ali revmatoidni faktor (krajše RF) je avtoprotitelo (zlasti kot imunoglobulin M) v serumu bolnikov z revmatoidnim artritisom. Prisoten je v serumu večine bolnikov z revmatoidnim artritisom (okoli 80 %); takrat govorimo o serološko pozitivnem revmatoidnem artritisu. Ne gre za povsem specifični pokazatelj revmatoidnega artritisa; bolniki s številnimi nerevmatskimi boleznimi, zlasti tistimi, ki jih spremlja kronično vnetje, imajo pozitivne teste glede na revmatoidni dejavnik. Zlasti v nizkih količinah pa je lahko revmatoidni dejavnik prisoten v serumu zdravih oseb, predvsem pri višji starosti.

## Določanje
Določitev revmatoidnega dejavnika je eden od kriterijev Ameriškega združenja za revmatizem za postavitev diagnoze revmatoidni artritis. Imunoglobulin M (IgM) proti revmatoidnemu dejavniku se določa z Waaler-Rosejevo reakcijo in lateks testom, z encimsko imunskim testom (ELISA) pa poleg IgM določamo še IgA in IgG proti revmatoidnemu faktorju.